# Villa Fridhem, Gärdet

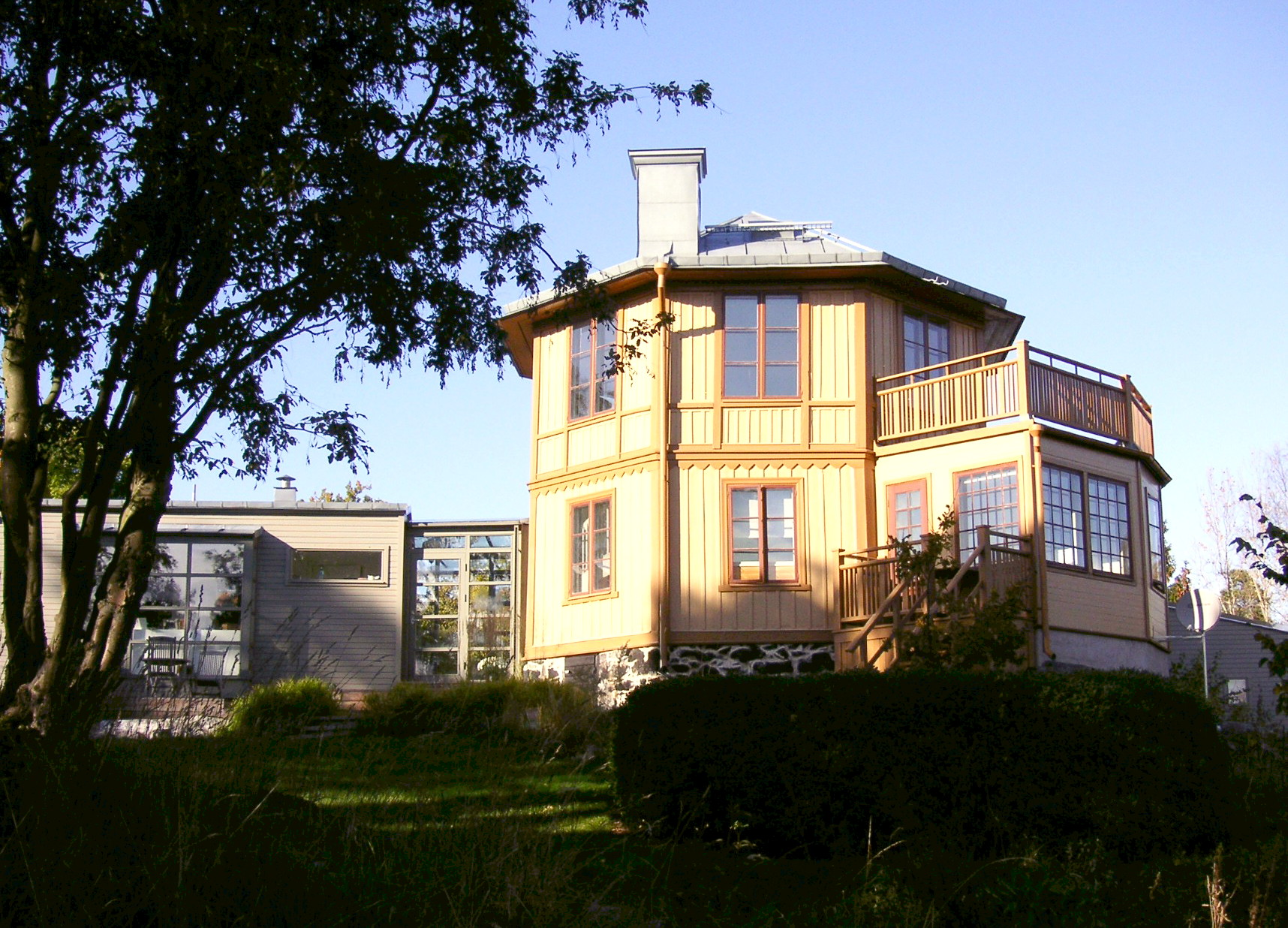
Fridhem på Hundudden, Gärdet

Villa Fridhem är en byggnad vid Kanalallén nära Lilla Värtan på Norra Djurgården i Stockholms kommun. 

## Beskrivning
År 1830 fick livmedikus professor S.F. Säwe tillstånd att uppföra lägenheter på platsen och han planerade även att starta en badanläggning. På östra delen av tomten lät han uppföra en logibyggnad efter Fredrik Bloms ritningar, dessutom en bostadsbyggnad för tjänstefolk, en grindstuga och ett uthus. 
Säwe realiserade aldrig sin plan utan fullföljde sin badanläggning istället i Strandvillan vid Djurgårdsbrunn. Fridhem sålde han till Per Aron Borg, grundare till det som senare skulle bli "Manilla dövstumskola".  På Fridhem ville han inrätta ett institut för vård av mentalsjuka. Även han gav Fredrik Blom i uppdrag att rita flera nya byggnader på tomten. Borgs projekt blev inte heller fullföljt då han avled 1839. 
Efter Borgs död byggdes ytterligare byggnader på området bland annat en verkstadsbyggnad (1844), en paviljong (1862) och ett åttkantigt utsiktstorn mot Lilla Värtan. Fridhems byggnader nyttjades under 1900-talets första del huvudsakligen som sommarbostad. Numera är Fridhem ombyggd för permanentboende och det gamla  tornet med sin gulmålade panelfasad ingår som stomme i dagens Villa Fridhem.